# Mutiloa
Mutiloa é um município da Espanha na província de Guipúscoa, comunidade autónoma do País Basco, de área 8,61 km² com população de 218 habitantes (2007) e densidade populacional de 17,97 hab/km².

## Demografia
| Variação demográfica do município entre 1991 e 2004 | Variação demográfica do município entre 1991 e 2004 | Variação demográfica do município entre 1991 e 2004 | Variação demográfica do município entre 1991 e 2004 |
| --------------------------------------------------- | --------------------------------------------------- | --------------------------------------------------- | --------------------------------------------------- |
| 1991                                                | 1996                                                | 2001                                                | 2004                                                |
| 184                                                 | 168                                                 | 158                                                 | 156                                                 |